# Ephippiochthonius sulphureus
Espèce
Synonymes
- Chthonius sulphureus Gardini, 2013

Ephippiochthonius sulphureus est une espèce de pseudoscorpions de la famille des Chthoniidae.

## Distribution
Cette espèce est endémique des Marches en Italie. Elle se rencontre dans des grottes de Frasassi à Genga.

## Description
Les mâles mesurent de 1,7 à 1,8 mm et les femelles de 1,7 à 2,0 mm.

## Publication originale
- Gardini, 2013 : A revision of the species of the pseudoscorpion subgenus Chthonius (Ephippiochthonius) (Arachnida, Pseudoscorpiones, Chthoniidae) from Italy and neighbouring areas. Zootaxa, no 3655(1), p. 1-151.